# 1945 en science
| Années de la science : 1942 - 1943 - 1944 - 1945 - 1946 - 1947 - 1948    |
| Décennies de la science : 1910 - 1920 - 1930 - 1940 - 1950 - 1960 - 1970 |

Cet article présente les faits marquants de l'année 1945 en science.

## Évènements
- Mai : les biochimistes britanniques Dorothy Crowfoot Hodgkin et Barbara Low déterminent par la cristallographie aux rayons X à Oxford la structure β-lactame de la pénicilline à la demande d'Ernst Boris Chain[1].

- 23 juillet : les biochimistes Harry Carlisle et Dorothy Crowfoot Hodgkin publient dans les Proceedings of the Royal Society la première structure moléculaire tridimensionnelle d'un stéroïde, l'iodure de cholestérol[2].

### Sciences physiques
- Mars : découverte de l'Americium (Am), élément chimique de numéro atomique 95, par Glenn T. Seaborg, Leon Morgan (de), Ralph A. James, et Albert Ghiorso[3].

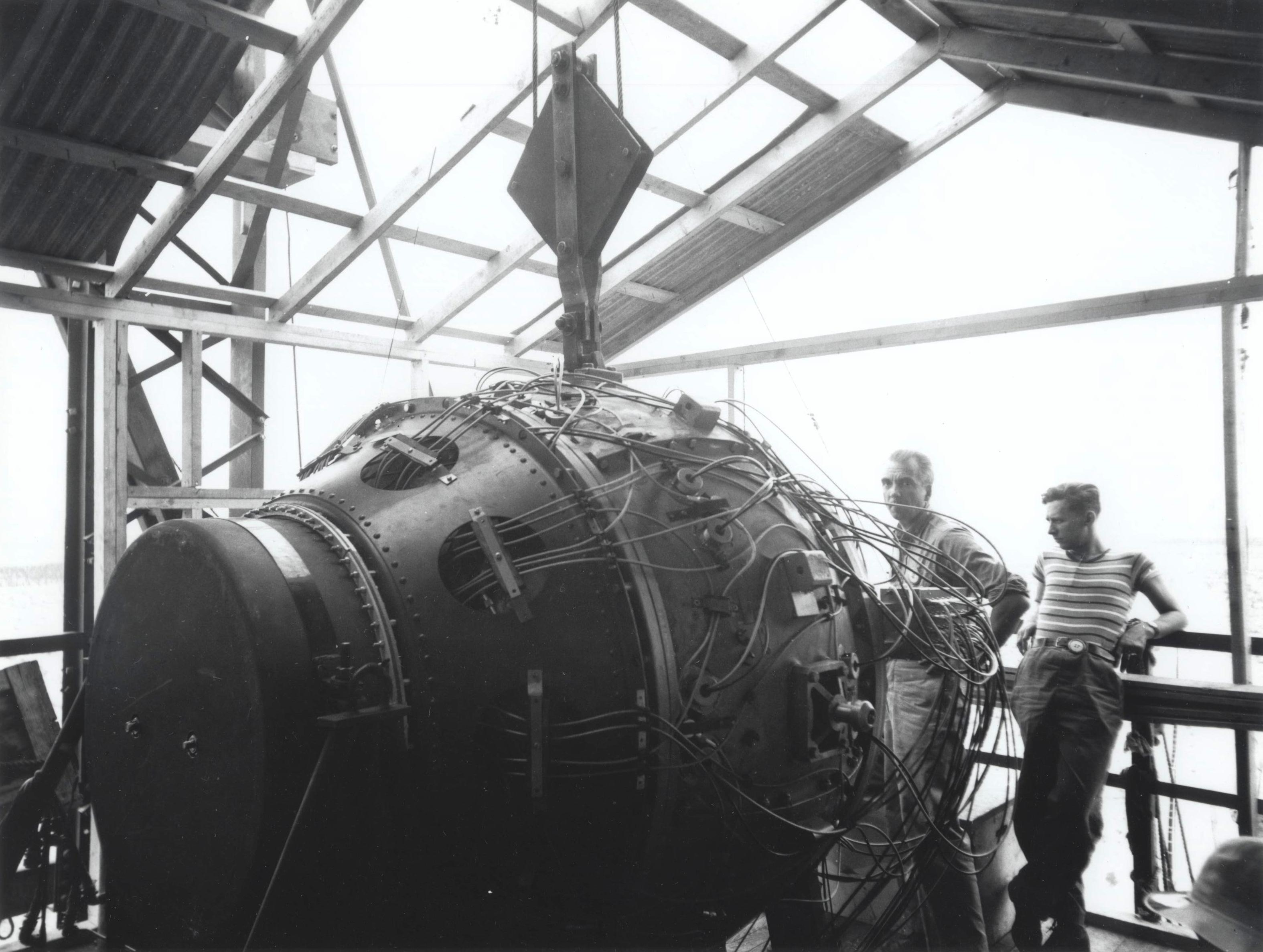
Gadget, la première bombe atomique.

- 16 juillet : essai atomique Trinity aux États-Unis, explosion de Gadget, la première bombe atomique, dans le désert près d’Alamogordo dans l’État du Nouveau-Mexique. Les deux suivantes sont larguées les 6 et 9 août sur Hiroshima et Nagasaki[4].
- 12 août  : publication du Smyth Report par le gouvernement des États-Unis, informant le public des bases de la fission nucléaire et de ses applications militaires et civiles, et soulignant le rôle joué par la physique dans le développement de la bombe atomique[5].
- 21 août : le physicien américain Harry Daghlian, au Laboratoire national de Los Alamos, laisse tomber accidentellement une brique de carbure de tungstène sur un noyau de bombe en alliage plutonium-gallium et s'expose à une dose mortelle de rayonnement neutronique, devenant la première victime connue d'un accident de criticité. Il meurt le 15 septembre[6].

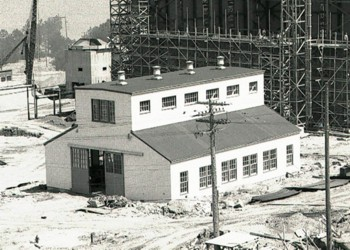
Le bâtiment du réacteur ZEEP vers 1945.

- 5 septembre : première divergence du réacteur nucléaire canadien ZEEP de Chalk River[7].

- 18 octobre, France : création du Commissariat à l'énergie atomique dirigé par Frédéric Joliot-Curie[8].
- Octobre 1945 et Octobre 1946 : Albert Einstein propose dans les Annals of Mathematics une théorie généralisée de la gravitation publiée par l’université de Princeton[9],[10]. Il tente de formuler une théorie dite du « champ unitaire » réunissant en un même schéma les lois de la gravitation et celle de l’électromagnétisme[11].

- Le prométhium est isolé et identifié pour la première fois à l'Oak Ridge National Laboratory au Tennessee par Jacob A. Marinsky, Lawrence E. Glendenin (en) et Charles D. Coryell en séparant et analysant les produits de fission de l'uranium irradié dans le réacteur graphite X-10[12]. La découverte est annoncée pour la première fois lors d'une réunion de l'American Chemical Society à New York en septembre 1947[13].

### Technologie
- 30 juin : publication du rapport incomplet de John von Neumann, « First Draft of a Report on the EDVAC (en) » qui décrit la conception d'un ordinateur, l'EDVAC, dont le programme est stocké dans sa mémoire, principe d'organisation dit architecture de von Neumann[14].
- Juillet : l'ingénieur américain Vannevar Bush prédit l'invention de l'hypertexte dans son article intitulé « As We May Think » (« Comme nous pourrions penser ») publié dans The Atlantic Monthly. Il pose les principes d'un ordinateur analogique, « Memex », comme une extension de la mémoire humaine[15].

- 8 octobre : l'inventeur américain Percy Spencer dépose le premier brevet pour le four à micro-ondes[16].
- 29 octobre : mise sur le marché des premiers stylos à bille à être vendu aux États-Unis par Reynolds[17].
- Octobre : dans un article publié dans le magazine Wireless World, l'auteur de science-fiction américain Arthur C. Clarke propose le concept de satellites géostationnaires utilisés comme relais et comme stations de radiodiffusion[18].

- 10 décembre : mise en service de l'ENIAC, premier ordinateur entièrement électronique et programmable[19].

- Le physicien canadien Hugh Le Caine, du CNRC, développe le premier synthétiseur électronique de musique, la saqueboute électronique (Electronic sackbut (en)), de 1945 à 1948[20].

## Publications
- Karl Popper : The Open Society and Its Enemies, 1945 Vol 1  (ISBN 978-0-415-29063-0), Vol 2  (ISBN 978-0-415-29063-0) (La Société ouverte et ses ennemis).
- Ernesto Sabato : Uno y el Universo.

## Prix
- 11-12 décembre : prix Nobel
  - Physique : Wolfgang Pauli

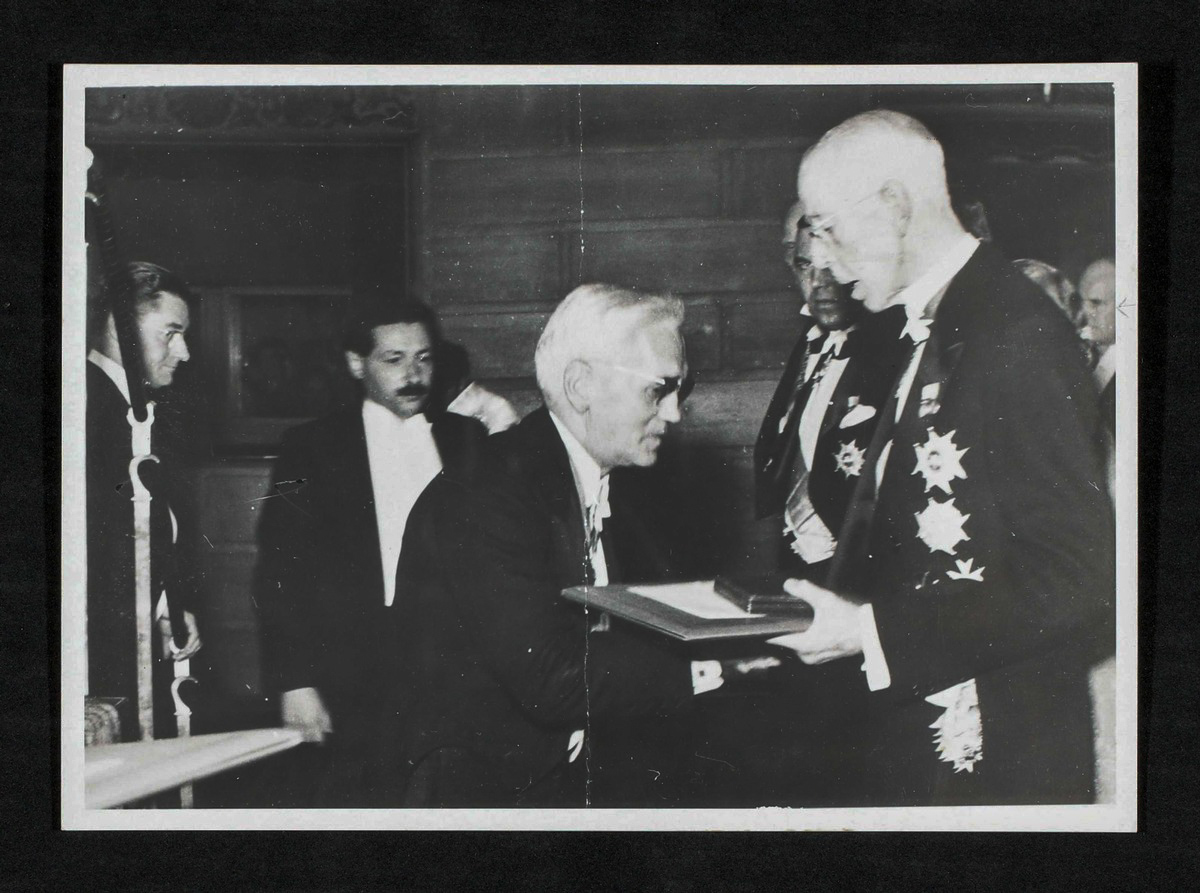
Fleming reçoit le prix Nobel des mains du roi Gustave V de Suède.

  - Chimie : Artturi Ilmari Virtanen (finlandais) pour ses découvertes en chimie agronomiques.
  - Physiologie ou médecine : Sir Alexander Fleming (Britannique), pour sa découverte de la pénicilline. Le prix est partagé avec le chimiste Ernst Boris Chain (Allemand d'origine britannique) et le pathologiste Sir Howard Walter Florey (Australien).

- Médailles de la Royal Society
  - Médaille Copley : Oswald Theodore Avery
  - Médaille Davy : Roger Adams
  - Médaille Hughes : Basil Schonland
  - Médaille royale : Edward James Salisbury, John Desmond Bernal

- Médailles de la Geological Society of London
  - Médaille Lyell : Leonard Frank Spath
  - Médaille Murchison : Walter Campbell Smith
  - Médaille Wollaston : Owen Thomas Jones

- Prix Jules-Janssen (astronomie) : Harold Spencer Jones
- Médaille Bruce (Astronomie) : Edward Arthur Milne
- Médaille Linnéenne : non attribuée

## Naissances

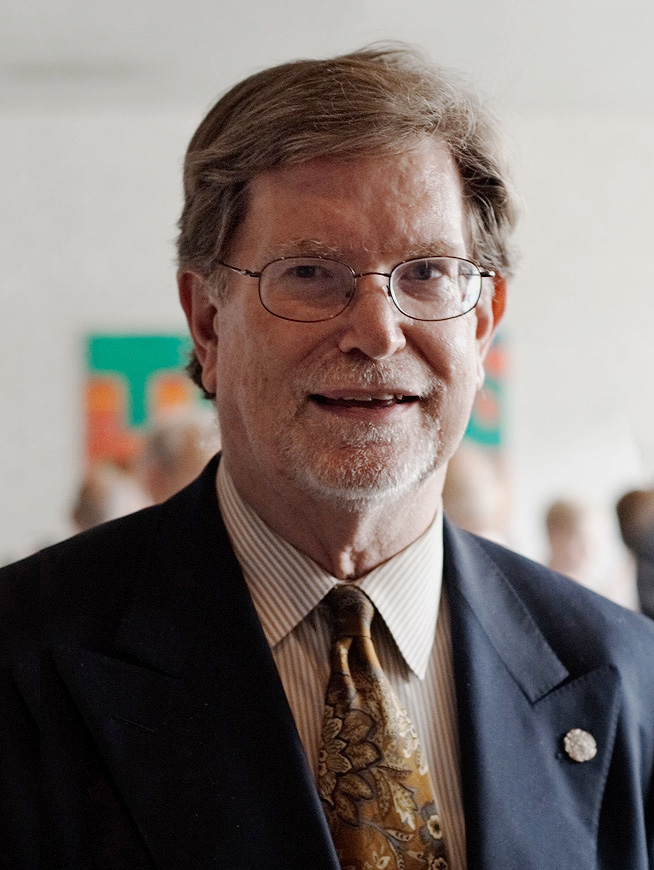
George Fitzgerald Smoot

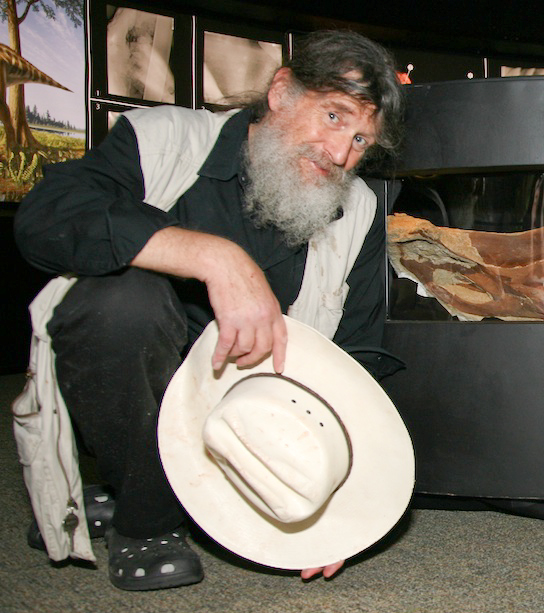
Robert Bakker

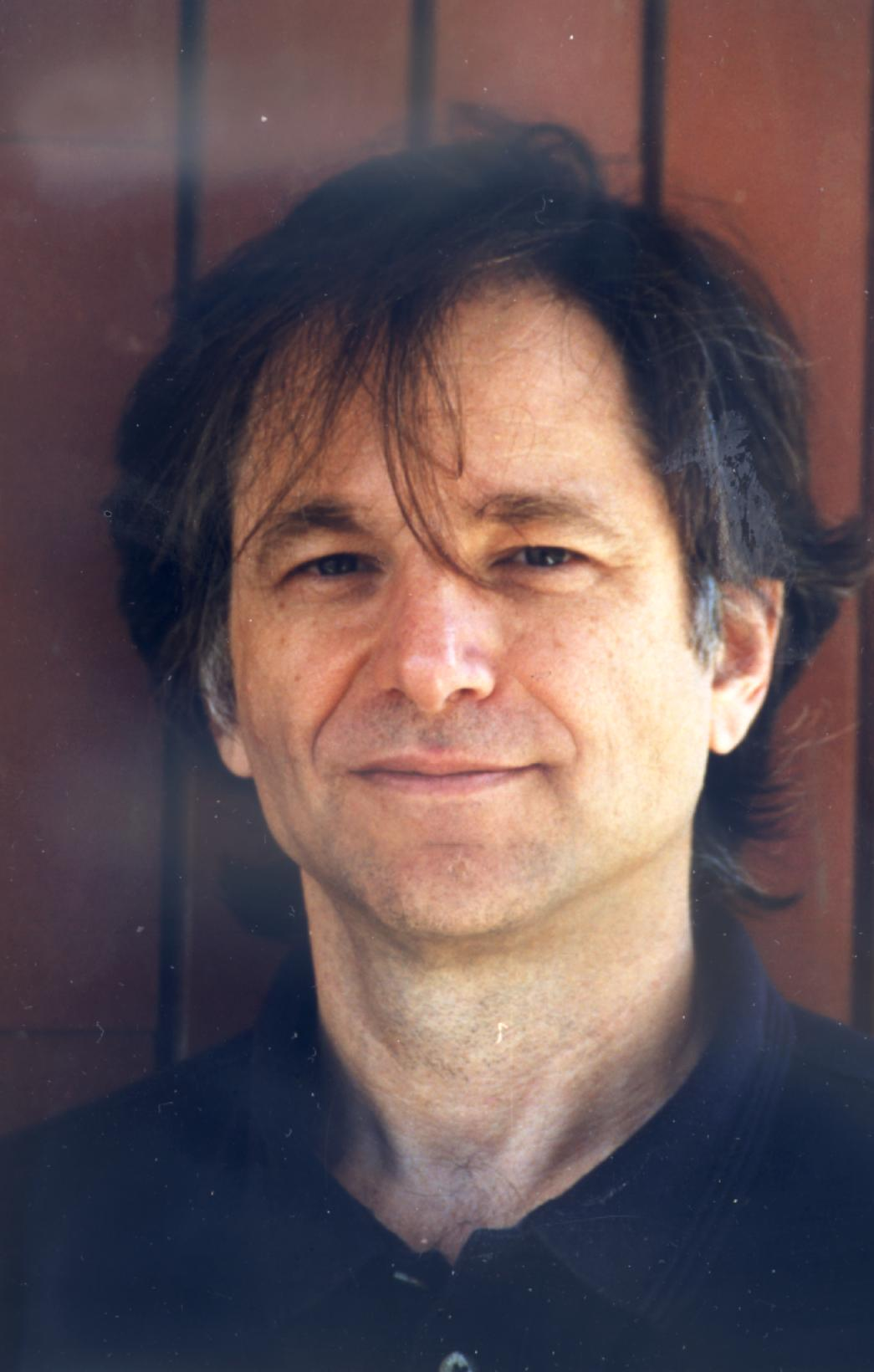
Leonard Adleman

- 4 janvier : Richard R. Schrock, chimiste américain, prix Nobel de chimie en 2005.
- 7 janvier : Marie-Paule Pileni, physico-chimiste française.
- 11 février : Michael Scott, chef d'entreprise américain, premier PDG d'Apple de février 1977 à mars 1981.
- 15 février : Douglas Hofstadter, universitaire américain surtout connu pour son ouvrage Gödel, Escher, Bach : Les Brins d'une Guirlande Éternelle.
- 19 février :
  - Barbara Georgina Adams (morte en 2002), égyptologue britannique.
  - Henry Wynn, statisticien britannique.
- 20 février : George Fitzgerald Smoot,  astrophysicien et cosmologiste américain, prix Nobel de physique en 2006.
- 24 février : Daniel Mansuy, chercheur et chimiste français.
- 25 février : Pierre Kohler, astronome français.
- 22 mars : William Joseph Murnane (mort en 2000), égyptologue américain.
- 24 mars : Robert Bakker, paléontologue américain.
- 25 mars :
  - Michael Archer, zoologiste australo-américain.
  - Massoud Azarnoush (mort en 2008), archéologue iranien.
  - Hermann Flaschka (mort en 2021), physicien mathématicien austro-américain.
- 31 mars : Edwin Catmull, informaticien américain, cofondateur du studio d'animation Pixar.

- 18 avril : Bernard Arcand (mort en 2009), anthropologue québécois.
- 22 avril : James Peter Allen, égyptologue américain.
- 26 avril : Jean Jamin, anthropologue français.
- 30 avril : Michael J. Smith (mort en 1986), astronaute américain.

- 12 mai : Francis Affergan, anthropologue français.
- 13 mai : Philippe Roussel, informaticien français.
- 21 mai : Ernst Messerschmid, spationaute allemand.
- 24 mai : Gladys Swain (morte en 1993), psychiatre française.
- 11 juin : Roland Moreno, inventeur français. Il a inventé la carte à puce en 1974.
- 13 juin : Ronald J. Grabe, astronaute américain.
- 20 juin : James Buchli, astronaute américain.
- 12 juillet : Gilbert Burki, astronome suisse.

- 1er août : Douglas Osheroff, physicien américain, prix Nobel de physique en 1996.
- 8 août : John Waiko, historien, anthropologue, dramaturge et homme politique.
- 21 août : William Unruh, physicien canadien.
- 25 août : William B. Helmreich (mort en 2020), sociologue américain.
- 29 août : Wilbur Knorr (mort en 1997), historien des mathématiques américain.
- 31 août : Leonid Popov, cosmonaute soviétique.

- 7 septembre : Michele Parrinello, chimiste et physicien italien.
- 14 septembre : Pierre Encrenaz, astronome français.
- 18 septembre : John McAfee (mort en 2021), informaticien américain.
- 21 septembre : Bjarni Tryggvason, spationaute canadien.

- 2 octobre : Martin Hellman, cryptologue américain.
- 19 octobre : Claude Roux, lichénologue français.
- 21 octobre : Habib Tawa, historien, journaliste et mathématicien français.
- 23 octobre : Dov Gabbay, philosophe et logicien britannique.
- 24 octobre : Takeo Kanade, informaticien japonais.

- 4 décembre : Roberta Bondar, astronaute canadienne.
- 10 décembre : Richard M. Mullane, astronaute américain.
- 21 décembre : Millie Hughes-Fulford, astronaute américaine.
- 30 décembre : Alain Testart, anthropologue français.
- 31 décembre : Leonard Adleman, informaticien américain, l'un des trois inventeurs du système RSA.

- Lammert Bouke Van der Meer, archéologue et étruscologue hollandais.
- Vincenzo Zappalà, astronome italien.

## Décès

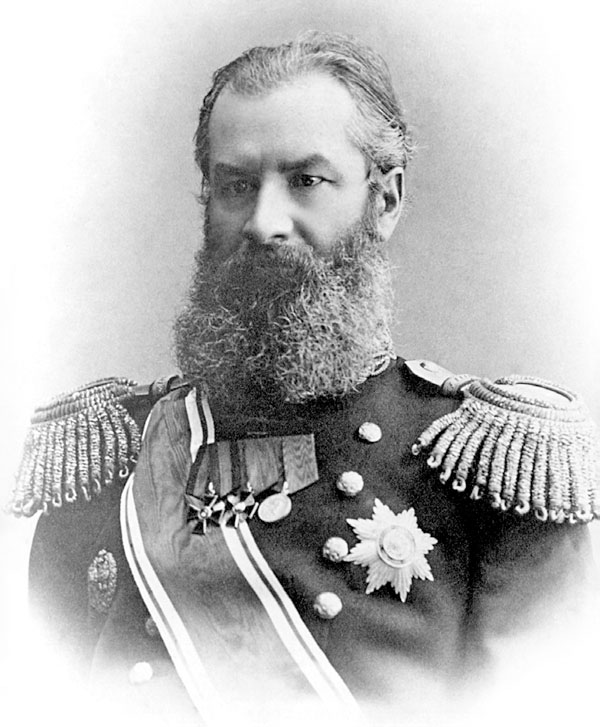
Alexeï Krylov

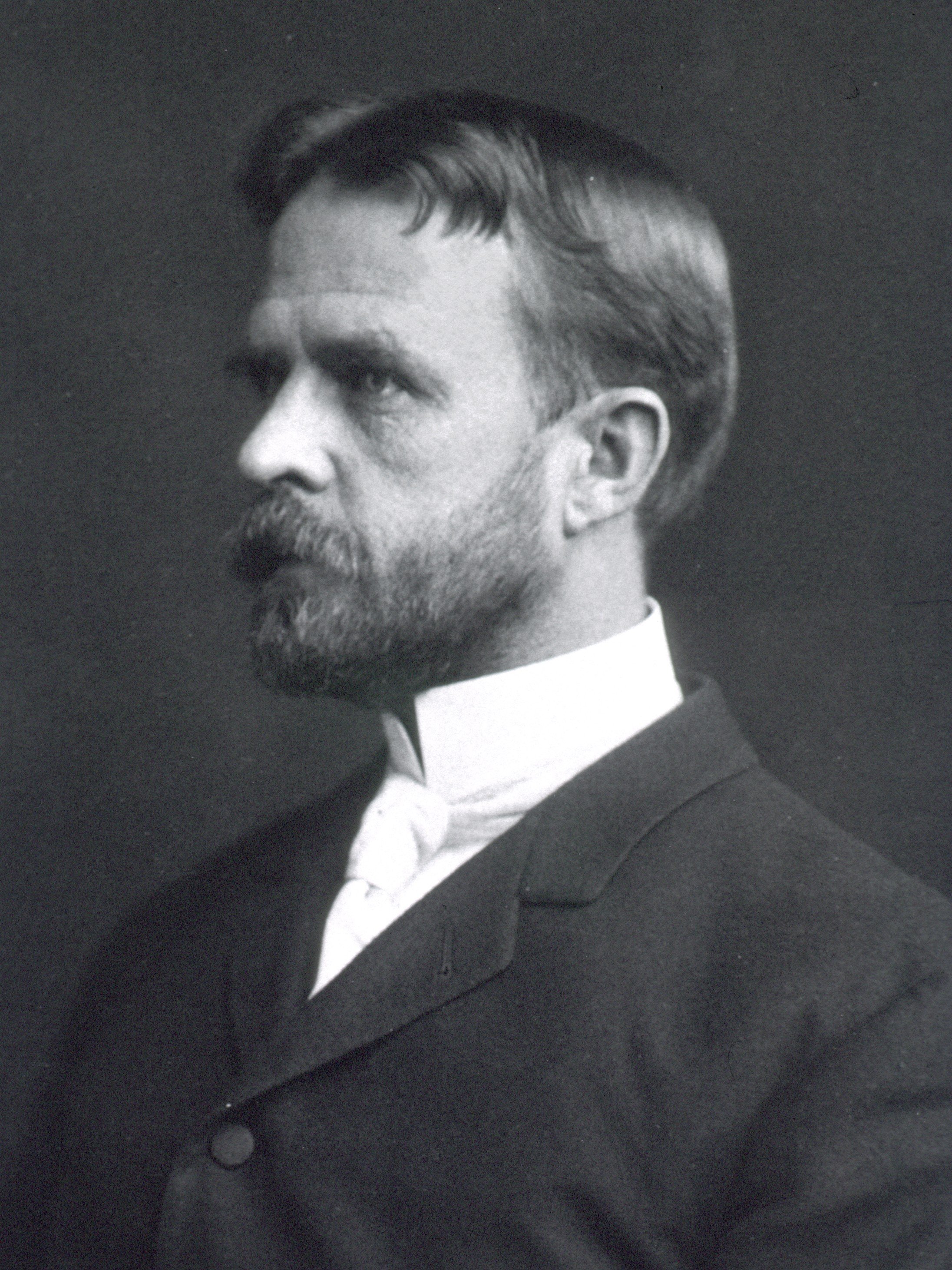
Thomas Hunt Morgan

- 1er janvier : Georges Bruhat (né en 1887), physicien français, mort au camp de concentration de Sachsenhausen.
- 3 janvier : Ferdynand Ossendowski (né en 1876), universitaire, aventurier et écrivain polonais.
- 6 janvier : Vladimir Vernadsky (né en 1863), minéralogiste et chimiste russe.
- 16 janvier : James Williams Tyrrell (né en 1863), explorateur et promoteur minier canadien.

- 3 février : Claude Gaillard (né en 1861), paléontologue et égyptologue français.
- 22 février : Sara Josephine Baker (née en 1873), médecin et hygiéniste américaine.
- 25 février : Heinrich Kiliani (né en 1855), chimiste allemand.

- 31 mars : Hans Fischer (né en 1881), chimiste allemand.

- 15 avril : John Ambrose Fleming (né en 1849), inventeur de la diode à lampe.
- 20 avril : Paul Nicolardot (né en 1871), chimiste français.
- 21 avril : Josué Hoffet (né en 1901), géologue et paléontologue français.
- 27 avril : Gerhart Rodenwaldt (né en 1886), archéologue allemand.

- 20 mai :
  - Aleksandr Fersman (né en 1883), géochimiste et minéralogiste soviétique.
  - Marc Tiffeneau (né en 1873), chimiste, pharmacologiste et médecin français.
- 23 mai : Martin Onslow Forster (né en 1872), chimiste britannique.
- 3 juin : Amédée Jobin (né en 1861), ingénieur-opticien français.

- 12 juillet : Boris Galerkine (né en 1871), mathématicien et ingénieur russe.

- 4 août : Gerhard Gentzen (né en 1909), mathématicien et logicien allemand.
- 10 août : Robert Goddard (né en 1882), ingénieur et physicien américain

- 17 septembre : Charles Spearman (né en 1863), psychologue  et statisticien britannique.
- 20 septembre : Edward Wilber Berry (né en 1875), paléontologue et botaniste américain.
- 24 septembre : Hans Geiger (né en 1882), physicien allemand qui a inventé avec Walther Müller le compteur Geiger.
- 26 septembre : Béla Bartók (né en 1881), compositeur hongrois et l’un des fondateurs de l’ethnomusicologie.
- 27 septembre : Charles Whitney Gilmore (né en 1874), paléontologue américain.

- 26 octobre : Alexeï Krylov (né en 1863), ingénieur naval et mémorialiste russe, connu pour ses travaux de mathématiques appliquées.
- 30 octobre : John Campbell Merriam (né en 1869), paléontologue américain.

- 4 novembre : George Willis Ritchey (né en 1864), opticien, fabricant de télescope et astronome américain.
- 6 novembre : Eugene Cook Bingham (né en 1878), professeur et chimiste américain.
- 20 novembre : Francis William Aston (né en 1877), chimiste anglais, prix Nobel de chimie en 1922.
- 25 novembre : Georges Charpy (né en 1865), chimiste français.

- 4 décembre : Thomas Hunt Morgan (né en 1866), généticien américain.
- 9 décembre : Alfred Lucas (né en 1867), chimiste et égyptologue britannique.
- 10 décembre : Curt Nimuendajú (né en 1883), ethnologue brésilien d'origine allemande.
- 11 décembre :
  - Carl Cranz (né en 1858), mathématicien et physicien allemand.
  - Charles Fabry (né en 1867), physicien français.
- 21 décembre : Arthur Korn (né en 1870), physicien allemand.